# 谢利扎罗沃
谢利扎罗沃（羅馬化：Selizharovo）是俄罗斯特维尔州的市级镇，为该州谢利扎罗沃区行政中心及规模最大聚居地，也是该区唯一的一座市级镇。地处特维尔州中西部，位于州府特维尔西方。伏尔加河流经该镇，其两条支流谢利扎罗夫卡河和佩索奇尼亚河（Песочня）在该镇汇入干流。附近城市有库夫希诺沃。
镇东北部设有同名铁路车站，位于索布拉戈－托尔若克线上。
该地2022年人口有5,469人；2010年人口6,725；2002年人口7,330；1989年人口7,668。